# Eupithecia kobayashii
Eupithecia kobayashii är en fjärilsart som beskrevs av Inoue 1958. Eupithecia kobayashii ingår i släktet Eupithecia och familjen mätare. Inga underarter finns listade i Catalogue of Life.